# Ош-Сюд-Уэст
Ош-Сюд-Уэст (фр. Auch-Sud-Ouest, окс. Aush Sud-Oèst) — кантон во Франции, находится в регионе Юг — Пиренеи, департамент Жер. Входит в состав округа Ош.
Код INSEE кантона — 3231. Всего в кантон Ош-Сюд-Уэст входят 8 коммун, из них главной коммуной является Ош.

## Население
Население кантона на 2012 год составляло 10 155 человек.
| 1962 | 1968 | 1975 | 1982 | 1990   | 1999   | 2006   | 2012   |
| ---- | ---- | ---- | ---- | ------ | ------ | ------ | ------ |
| —    | —    | —    | —    | 10 905 | 10 797 | 10 302 | 10 155 |

## Коммуны кантона
| Коммуна            | Население, чел. (2012) | Почтовый индекс | Код INSEE |
| ------------------ | ---------------------- | --------------- | --------- |
| Барран             | 685                    | 32350           | 32029     |
| Дюрбан             | 148                    | 32260           | 32118     |
| Ласеран            | 371                    | 32550           | 32200     |
| Ласёб-Пропр        | 338                    | 32550           | 32201     |
| Ле-Бруй-Монберт    | 218                    | 32350           | 32065     |
| Ош                 | 21 960                 | 32000           | 32013     |
| Пави               | 2414                   | 32550           | 32307     |
| Сен-Жан-ле-Конталь | 397                    | 32550           | 32381     |